# Mariano Marchetti
Pour les articles homonymes, voir Marchetti.
Mariano Marchetti (né le 20 février 1960 à Bassano del Grappa en Vénétie) est un footballeur italien, qui évoluait au poste de milieu de terrain.

## Biographie
Formé par le grand club du nord du pays de la Juventus, Mariano Marchetti le Vénète fait ses débuts avec l'effectif turinois lors de la saison 1977-78, sorti du centre de formation par Giovanni Trapattoni, qui ne le fait jouer que deux matchs (de Coppa Italia) durant la saison. Avec la Juve, il dispute le premier match de sa carrière le 14 mai 1978 lors d'une défaite en coupe 5-0 contre Naples.
Il quitte ensuite son club formateur pour rejoindre le club du Pro Patria pour qui il évolue durant quatre saisons, avant de rejoindre un club de Serie A, Cagliari.
Il change ensuite de club tous les ans (Padoue, Brescia, Ancône, Francavilla, Sanremese), et ce jusqu'à Palerme en 1987-88 où il remporte le premier trophée de sa carrière avec un championnat de Serie C2.
Avec ce titre, il file à Foggia, avant de changer à nouveau de clubs toutes les saisons (avec ensuite Casertana, Vicence et Catane).
Il reste ensuite deux saisons entre 1992 et 1994 à la Casertana avant jouer ensuite pour divers clubs comme Falconarese, Camerino ou encore Recanatese.
De 1997 à 1999, il tente un dernier challenge en jouant avec le club de Jesi avant de prendre sa retraite après 22 ans de carrière.

## Palmarès
Palerme
- Serie C2 (1) :
  - Champion : 1987-88.